# Alchemilla transiliensis
Alchemilla transiliensis är en rosväxtart som beskrevs av Sergei Vasilievich Juzepczuk. Alchemilla transiliensis ingår i släktet daggkåpor, och familjen rosväxter. Inga underarter finns listade i Catalogue of Life.